# Werner Rolevinck

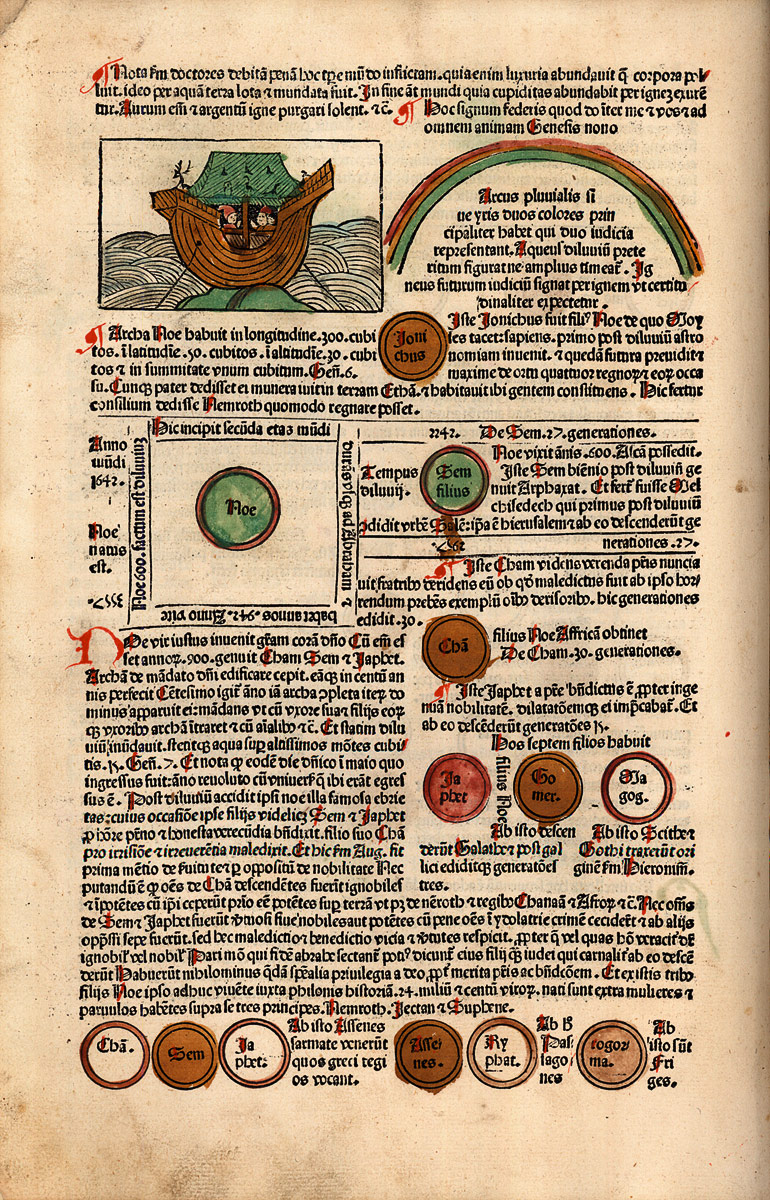
Seite aus Rolevincks Fasciculus temporum, Köln um 1483

Werner Rolevinck (* 1425 in Laer; † 1502 in Köln) war ein deutscher Kartäusermönch in Köln, der zahlreiche Schriften kirchengeschichtlicher, regionalgeschichtlicher und exegetischer Art verfasste.

## Leben
Rolevinck wurde in Laer bei Horstmar als ältester Sohn des wohlhabenden Erbbauern Johann Schulte Rolevinck geboren, der ihm eine höhere Ausbildung finanzieren konnte. 1443/44 ließ sich Rolevinck an der juristischen Fakultät zu Köln einschreiben, bevor er am 6. November 1447 in das Kartäuserkloster St. Barbara in Köln eintrat, wo er bis zu seinem Tode durch die Pest 1502 lebte. Er verfasste im Kloster über 50 Schriften, darunter Predigten, Geschichtswerke und Bibelauslegungen, die alle in der Tradition der mittelalterlichen Scholastik stehen und nur in Ansätzen schon die Geisteshaltung des Renaissance-Humanismus erkennen lassen. Seine wichtigsten Werke sind der Fasciculus temporum und De laude antiquae Saxoniae nunc Westfaliae dictae.
Der Fasciculus temporum ist eine Universalgeschichte in übersichtlicher Form, die zwar zu seiner Zeit keine herausragende wissenschaftliche Leistung war, aber eine ungeheure Verbreitung fand. Dieses Werk Rolevincks wurde auch übersetzt und erreichte in ca. 50 verschiedenen Drucken eine Gesamtauflage von 100.000 Exemplaren.
De laude antiquae Saxoniae nunc Westfaliae dictae (deutsch Zum Lobe Westfalens, des alten Sachsenlandes) ist das zweite wichtige Buch Rolevincks, das bereits einige der bis heute gängigen Stereotype über Westfalen formuliert. Das Werk ist zugleich eine der ältesten Kulturgeschichten einer deutschen Landschaft und in zahlreichen Auflagen bis heute immer wieder erschienen.
Weiter gehört zu seinen Werken der Bauernspiegel (Libellus de regimine rusticorum), das einen umfassenden Einblick in die Sozialgeschichte der Bauern am Ausgang des Mittelalters bietet. Darin erinnert Rolevinck an die Gleichheit der Menschen vor Gott und im Angesicht des Todes. Der Bauer ist für ihn Freund und Mitarbeiter Gottes, Nährvater der Menschheit. Der Sohn Gottes hat während seines Lebens auf Erden die Frucht der bäuerlichen Arbeit, Brot und Wein, erkoren, Materie zu sein für Christi mystische und leibhaftige Gegenwart in der Eucharistie.

## Ausgaben
Wiegendrucke und Ausgaben der Frühen Neuzeit
Werke von Werner Rolevinck im Gesamtkatalog der Wiegendrucke, einige Digitalisate:
- Quaestiones duodecim notabiles. Arnold ter Hoernen, Köln um 1472 (Digitalisat)
- Fasciculus temporum. Nikolaus Götz, Köln um 1473 (Digitalisat)
- De contractibus. Arnold ter Hoernen, Köln um 1475 (Digitalisat)
- De forma visitationum monasticarum. Arnold ter Hoernen, Köln um 1475 (Digitalisat)
- Fasciculus temporum. Jan Veldener, Löwen 1475 (Digitalisat)
- Paradisus conscientiae. Arnold ter Hoernen, Köln 1475 (Digitalisat)
- Fasciculus temporum. Konrad Winters, Köln 1476 (Digitalisat)
- De fraterna correctione. Arnold ter Hoernen, Köln um 1477 (Digitalisat)
- De regimine rusticorum. Arnold ter Hoernen, Köln 1477–84 (Digitalisat)
- Fasciculus temporum. Heinrich Quentell, Köln 1479 (Digitalisat)
- Fasciculus temporum. Heinrich Quentell, Köln 1479 (Digitalisat)
- Fasciculus temporum. Heinrich Quentell, Köln 1480 (Digitalisat)
- Fasciculus temporum. Jan Veldener, Utrecht 1480 (Digitalisat)
- Fasciculus temporum, deutsch: Eyn bürdin oder versamlung der zyt. Bernhard Richel, Basel [31. VIII. 1481] (Digitalisat)
- Fasciculus temporum. Johann Prüss, Strassburg 1487 (Digitalisat)
- De regimine rusticorum. Johann von Paderborn, Löwen nicht vor 1484, nicht nach 1487 (Digitalisat)
- Sermo in festo praesentationis beatissimae Mariae virginis. Arnold ter Hoernen, Köln 1470 (Digitalisat)
- Burkhard Gotthelf Struve (Hrsg.): Fasciculus temporum omnes antiquorum. In: Rerum Germanicarum Scriptores. Band 2. 3. Auflage. Regensburg 1726, S. 397–575 (Druckausgabe von 1584)
- Werner Rolevinck: De laude Antique saxonie nunc westphalie dicte. [Köln] 1475, urn:nbn:de:gbv:23-inkunabeln/quh-98-10-3s1 (hab.de [abgerufen am 21. August 2024]).

Moderne Ausgaben und Übersetzungen
- Werner Rolevinck: Vom Lobe des alten Sachsens, nun Westfalen genannt. Im Original-Text nach der ersten Ausgabe (c. 1478) mit deutscher Übersetzung. Hrsg.: Ludwig Troß. Köln 1865 (nbn-resolving.org [abgerufen am 21. August 2024]).
- Hermann Bücker (Hrsg.): Werner Rolevinck 1425–1502: Ein Buch zum Lobe Westfalens, des alten Sachsenlandes. Der Text der lateinischen Erstausgabe vom Jahre 1474 mit deutscher Übersetzung. 2. Auflage. Aschendorff, Münster 1982
- Egidius Holzapfel (Hrsg.): Werner Rolevincks Bauernspiegel. Untersuchung und Neuherausgabe von „De regimine rusticorum“. Herder, Basel 1959
- Die seelsorgliche Führung der Bauern. Freiburg i. Br. 1959

## Trivia
In seinem Heimatort Laer sind eine Straße und eine Grundschule nach ihm benannt.